# Trasporti in Mauritania
Questa voce raccoglie le principali tipologie di trasporti in Mauritania.

## Trasporti su rotaia

### Rete ferroviaria
In totale: 700 km di linee ferroviarie (dati 2001).
- scartamento normale (1435 mm): 700 km
- Gestore nazionale: Société Nationale Industrielle et Minière (SNIM)
- Collegamento a reti estere contigue
  - assente: Mali, Sahara Occidentale, Senegal e Algeria.

## Trasporti su strada

### Rete stradale
Strade pubbliche: in totale 7720 km (dati 2000)
- asfaltate: 830 km
- bianche: 6890 km.

### Autolinee
Nella capitale, Nouakchott, ed in poche altre zone abitate della Mauritania, operano aziende pubbliche e private che gestiscono i trasporti urbani, suburbani ed interurbani esercitati 
con autobus.

## Idrovie
Lo Stato dispone di acque fluviali navigabili, come quelle appartenenti al fiume Senegal.

### Porti e scali
- Bogue
- Kaédi
- Nouadhibou
- Nouakchott
- Rosso

## Trasporti aerei

### Aeroporti
In totale: 26 (dati 2002)
a) con piste di rullaggio pavimentate: 9
- oltre 3047 m: 0
- da 2438 a 3047 m: 3
- da 1524 a 2437 m: 6
- da 914 a 1523 m: 0
- sotto 914 m: 0

b) con piste di rullaggio non pavimentate: 17
- oltre 3047 m: 0
- da 2438 a 3047 m: 2
- da 1524 a 2437 m: 5
- da 914 a 1523 m: 7
- sotto 914 m: 3.